# ...e per tetto un cielo di stelle
...e per tetto un cielo di stelle è un film del 1968, diretto da Giulio Petroni.

## Trama
Tim è un vagabondo disarmato che ha un passato da dimenticare e vive di espedienti. Un tempo si chiamava Billy e faceva il pistolero al soldo di Samuel Pratt. Un giorno però ha deciso di cambiare vita: quando il capobanda ha tentato di impedirglielo, mettendogli alle costole un gruppo di uomini guidati da due suoi figli, Tim li ha uccisi tutti e Samuel Pratt non gliel'ha mai perdonata. Ha spedito quindi sulle sue tracce un gruppo di uomini guidati da Roger Pratt, il suo terzo figlio. Per questo Tim è costretto a nascondersi e per vivere truffa chiunque gli capiti a tiro.
Un giorno incontra l'ingenuo minatore Harry che ha raccolto un discreto gruzzolo di pepite d'oro destinate a finanziare la ristrutturazione di un ranch avuto in eredità. Tim lo convince ad affidare tutto l'oro a una inesistente banca di Pueblo City e poi scompare con il malloppo. Harry si mette sulle sue tracce e lo trova tra i saltimbanchi, nascosto nel carrozzone della Donna Sirena. Dopo una lunga scazzottata i due decidono di unire i loro destini. Inizia così un lungo viaggio verso Jubilee Creek, la località dove è situato il ranch ereditato da Harry, con gli uomini di Pratt alle calcagna. Dopo aver approfittato dell'ingenuità della vedova McDonald, Tim torna anche a impugnare la pistola per difendere l'amico che sta per essere impiccato. Alla fine i due amici arrivano al ranch dove li attende lo scontro finale con la banda di Pratt.